# شهرستان وودی
شهرستان وودی (به لاتین: Wudi County) یک شهرستان‌های جمهوری خلق چین در چین است که در بینژو (شاندونگ) واقع شده‌است.
 شهرستان وودی   ۶٫۷ متر بالاتر از سطح دریا واقع شده‌است.